# Taharana longistyla
Taharana longistyla är en insektsart som beskrevs av Nielson 1982. Taharana longistyla ingår i släktet Taharana och familjen dvärgstritar. Inga underarter finns listade i Catalogue of Life.